# Curse of the Nun – Deine Seele gehört ihr
Curse of the Nun – Deine Seele gehört ihr (Originaltitel: Curse of the Nun) ist ein US-amerikanischer Horrorfilm von Aaron Mirtes aus dem Jahr 2019.

## Handlung
Ein junger Mann sitzt auf einem Bett in einem Zimmer und möchte mittels eines Ouijabretts Kontakt zu dem Geist der Nonne Schwester Catherine aufnehmen. Als sie ihm daraufhin antwortet und ihn anweist, das Haus zu verlassen, versucht er den Raum zu verlassen. Doch sobald der junge Mann, dessen Name KK lautet, durch die Türen oder das Fenster den Raum verlässt, gelangt er immer wieder in den Raum zurück. Er wird schließlich unter das Bett gezogen.
Nachdem Anna mit ihrem Freund Mike und ihrer Tochter Claire die Umzugskisten aus ihrem alten Haus in den Transporter geschafft hat, holt sie die bestellte Pizza vom Lieferanten ab, wobei sie ihm jedoch drei Cent zu wenig bezahlt. Der Pizzalieferant reagiert genervt und besteht auf die fehlenden drei Cent, woraufhin Anna ihm den Mittelfinger zeigt und mit den Pizzakartons in Richtung Umzugswagen verschwindet.
Am Abend betritt Anna das Zimmer von Claire, um ihrer Tochter eine gute Nacht zu wünschen. Da sie ihre Tochter zunächst nicht findet, geht sie davon aus, dass sie sich im Zimmer versteckt hat. Als sie unter der Bettdecke ein Kichern hört und diese daraufhin aufschlägt, ist das Bett jedoch leer und Claire betritt das Zimmer durch die Tür, da sie sich zuvor die Zähne geputzt hatte. Anna ist verwundert darüber, macht sich jedoch zunächst keine weiteren Gedanken darüber.
Am nächsten Tag wartet Anna im Haus auf Mikes Tante, da sie ihr die Schlüssel für das Haus übergeben muss. Kurz vor ihrem Eintreffen fallen Teller aus einem der Küchenschränke. Als Anna sich kniet, um die Scherben aufzusammeln, erkennt sie, dass auf den Holzdielen im Fußboden das Wort „STAY“ eingeritzt ist. Durch das Klingeln an der Haustür wendet sie ihren Blick vom Fußboden ab und als sie erneut hinsieht, ist der eingeritzte Schriftzug verschwunden. Mikes Tante Donna steht vor der Tür und möchte das Haus begutachten, wobei sie sich Anna gegenüber sehr unfreundlich verhält. Sie stellt einige kleine Mängel fest und erwartet, dass Anna ihr das Geld noch innerhalb kurzer Zeit auf ihr Konto überweist. Außerdem soll sie noch nicht das Haus verlassen, da sie einen Handwerker vorbeischickt, welcher die Rohre überprüfen soll, nachdem die beiden seltsame Geräusche gehört haben.
Anna betritt erneut das Gästezimmer, um die dort festgestellten Mängel zu überprüfen. An der Wand steht in roter Schrift „STAY“. Als sie daraufhin ihr Handy herausholt, um ein Bild davon zu machen, zeigt das Display ihres Handys ein Kruzifix anstelle des Buchstaben „T“. Anna legt sich erschöpft aufs Bett des Gästezimmers und wird daraufhin von der Nonne angegriffen. Sie versucht vor ihr zu fliehen, kann das Haus jedoch nicht verlassen. Aus dem Obergeschoss hört sie ihre eigene Stimme und als sie nachsieht, wird sie mit ihrer Vergangenheit konfrontiert: Sie findet sich selbst auf dem Boden liegend vor, eine Pillendose befindet sich neben ihr auf dem Boden.
Als sie erneut von der Nonne angegriffen wird, zieht Anna ihre Pistole und schießt auf die Nonne. Sie flüchtet ins Untergeschoss und sieht ihren drogenabhängigen Exfreund Lex im Garten stehen. Sie bittet ihn darum, die Scheibe einzuschlagen, er weigert sich jedoch ihr zu helfen, da sie ihm seine Tochter genommen habe und sie sich auch nicht um ihn gekümmert habe. Kurz darauf klingelt es an der Tür und der Handwerker, welcher sich als KK herausstellt, betritt das Haus. Er weiß bereits über Schwester Cathrine Bescheid und plant, den Dämon zu besiegen.
Anna und KK werden jedoch von der Nonne angegriffen und erleiden Verletzungen.
Als Anna im Krankenhaus aufwacht, kann sie sich nicht mehr daran erinnern, was passiert ist. Ihr Freund plant sie abzulenken und sie gehen zusammen einkaufen, wobei Anna sich ein neues Kleid mit floralem Muster kauft, was im Kontrast zu ihrer sonst ausschließlich schwarzen Kleidung steht. Mike verhält sich seltsam und nötigt Anna dazu, eine Überdosis ihrer Medikamente zu nehmen.
Die Ereignisse wiederholen sich wie ein Deja-vu: Anna gibt dem Pizzaboten zu wenig Geld und wird im Haus erneut von Schwester Cathrine verfolgt. Zusammen mit KK nimmt sie mittels eines Ouijabretts Kontakt zur Nonne auf. Sie planen, der Nonne eine Falle zu stellen und sie auf den Dachboden zu locken. Anna kann aus dem Haus entkommen und flüchtet mit einem vor dem Haus parkenden Transporter. Dabei sieht sie das Auto ihres Freundes geradewegs zu dem alten Haus fahren. Sie wendet und folgt ihm, Mike ist allerdings bereits im Haus und wird von KK mit einer Waffe bedroht. Mike kann KK entwaffnen, wird aber daraufhin von Schwester Cathrine angegriffen. Anna opfert sich für ihn, die Nonne kann sie jedoch nicht töten, da sie in Flammen aufgeht.
Schwer verletzt verlassen Anna und Mike das Haus, nicht bevor Anna sich noch einmal umgedreht hat und sich von KK verabschiedet hat. KK, welcher nun Schwester Cathrines Posten eingenommen hat, hofft, dass er im Gegensatz zu Schwester Cathrine in den Himmel statt in die Hölle kommen wird.
Drei Monate später bestellen sich Anna, Mike und Claire erneut Pizza zum Abendessen. Als der Pizzalieferant feststellt, dass er zu wenig Geld erhalten hat, tut er es als einen Fehler seinerseits ab.

## Synchronisation
Die deutschsprachige Synchronisation entstand nach einem Dialogbuch von Evelin Oziom unter der Dialogregie von Markus Gottschall im Auftrag der Ohmuthis Welt Synchron.
| Rolle  | Darsteller    | Synchronsprecher    |
| ------ | ------------- | ------------------- |
| Claire | Kate Kilcoyne | Laura Sophie Helbig |

## Rezeption
Der Film erhielt überwiegend negative Kritiken und erzielte bei IMDb eine durchschnittliche Bewertung von 2,7 der möglichen 10 Punkte.